# Robert Nodar junior

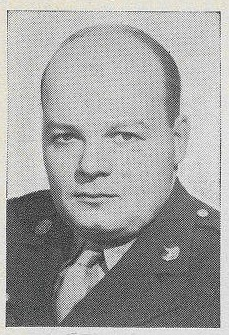
Robert Nodar junior, 1947

Robert Joseph Nodar junior (* 23. März 1916 in Brooklyn, New York; † 11. September 1974 in Flushing, New York) war ein US-amerikanischer Jurist und Politiker. Zwischen 1947 und 1949 vertrat er den Bundesstaat New York im US-Repräsentantenhaus.

## Werdegang
Robert Joseph Nodar junior besuchte öffentliche Schulen in New York City und graduierte 1935 an der Newtown High School in Elmhurst. Danach arbeitete er zwischen 1935 und 1939 als Büroangestellter (clerk) bei der Manufacturers Trust Co. in New York City sowie zwischen 1940 und 1942 bei der Crucible Steel Corp. of America. Während des Zweiten Weltkrieges verpflichtete er sich am 18. März 1942 in der United States Army Air Forces und diente bis zu seiner ehrenhaften Entlassung als Master Sergeant am 6. Januar 1946 im Südpazifik. Politisch gehörte er der Republikanischen Partei an.
Bei den Kongresswahlen des Jahres 1946 wurde er im sechsten Wahlbezirk von New York in das US-Repräsentantenhaus in Washington, D.C. gewählt, wo er am 4. Januar 1947 die Nachfolge von James J. Delaney antrat. Im Jahr 1948 erlitt er bei seiner Wiederwahlkandidatur eine Niederlage und schied nach dem 3. Januar 1949 aus dem Kongress aus.
Danach war er als Büroangestellter (position clerk) bei Solomon Brothers & Hutzell in New York City tätig. Er verstarb am 11. September 1974 in Flushing und wurde dann auf dem Pinelawn Memorial Park in Farmingdale beigesetzt.